# Louvergny
Louvergny est une ancienne commune française, située dans le département des Ardennes en région Grand Est. Les habitants de Louvergny sont les Marinettes.
Par arrêté du 30 novembre 2015, à compter du 1er janvier 2016, Louvergny fusionne avec Le Chesne et Les Alleux pour créer la commune nouvelle de Bairon-et-ses-Environs.

## Géographie
Louvergny est situé aux confins de l'Argonne sur des crêtes préjurassiques qui séparent géologiquement le département en deux.
Une grande forêt s'étend entre Louvergny au sud et Omont et Vendresse au nord. Le territoire, qui compte un grand nombre de sources, dont deux lavoirs dans le village même, est arrosé par le ruisseau des Prés. Celui-ci alimente le lac de Bairon au sud-est du village.
Louvergny est à 5 kilomètres de Le Chesne, 14 kilomètres d'Écordal et 17 kilomètres de Poix-Terron.

## Histoire
Par une loi du 26 mars 1829 , le roi Charles X proclame qu'une partie du territoire de la commune de Bairon-Mont-Dieu, démembrée, est rattaché à Louvergny : les fermes de Courte-Soupe et de Court-Gillot.

## Politique et administration
| Période                                  | Période   | Identité                  | Étiquette | Qualité |
| ---------------------------------------- | --------- | ------------------------- | --------- | ------- |
| mars 2001                                | en cours  | Jean-Pierre Lelarge       | DVD       |         |
| mars 1967                                | mars 2001 | Élisabeth Henriot         |           |         |
| 1942                                     | 1967      | René Cadet                |           |         |
| 1930                                     | 1942      | Georges Emon              |           |         |
| 1922                                     | 1930      | Henri Lecoq               |           |         |
| 1884                                     | 1922      | Henri Delétang            |           |         |
| 1872                                     | 1884      | Alphonse Vézy de Beaufort |           |         |
| 1858                                     | 1872      | Charles Lenoir            |           |         |
| 17XX                                     | 179X      | Louis-François de Gentil  |           |         |
| Les données manquantes sont à compléter. |           |                           |           |         |

## Démographie
L'évolution du nombre d'habitants est connue à travers les recensements de la population effectués dans la commune depuis 1793. À partir du 1er janvier 2009, les populations légales des communes sont publiées annuellement dans le cadre d'un recensement qui repose désormais sur une collecte d'information annuelle, concernant successivement tous les territoires communaux au cours d'une période de cinq ans. 
Pour les communes de moins de 10 000 habitants, une enquête de recensement portant sur toute la population est réalisée tous les cinq ans, les populations légales des années intermédiaires étant quant à elles estimées par interpolation ou extrapolation. Pour la commune, le premier recensement exhaustif entrant dans le cadre du nouveau dispositif a été réalisé en 2008,.
En 2013, la commune comptait 67 habitants, en évolution de −12,99 % par rapport à 2008 (Ardennes : −1,26 %, France hors Mayotte : +2,49 %).
| 1793 | 1800 | 1806 | 1821 | 1831 | 1836 | 1841 | 1846 | 1851 |
| ---- | ---- | ---- | ---- | ---- | ---- | ---- | ---- | ---- |
| 348  | 394  | 407  | 378  | 415  | 425  | 429  | 458  | 447  |

| 1866 | 1872 | 1876 | 1881 | 1886 | 1891 | 1896 | 1901 | 1906 |
| ---- | ---- | ---- | ---- | ---- | ---- | ---- | ---- | ---- |
| 348  | 332  | 314  | 295  | 282  | 262  | 230  | 204  | 192  |

| 1911 | 1921 | 1926 | 1931 | 1936 | 1946 | 1954 | 1962 | 1968 |
| ---- | ---- | ---- | ---- | ---- | ---- | ---- | ---- | ---- |
| 194  | 172  | 179  | 158  | 138  | 150  | 134  | 140  | 111  |

| 1975 | 1982 | 1990 | 1999 | 2008 | 2013 | - | - | - |
| ---- | ---- | ---- | ---- | ---- | ---- | - | - | - |
| 93   | 95   | 90   | 75   | 77   | 67   | - | - | - |

## Culture locale et patrimoine

### Prieuré de Saint-Guillaume
Au lieu-dit l'Abbaye, il ne reste aujourd'hui plus rien de ce qui a été jadis la première fondation guillemite en France, sinon une croix dite de Saint-Guillaume placée là où se trouvait le chœur de l'église abbatiale. Le prieuré fut créé en 1249 par Jehan Ier, comte de Rethel, peut-être avant son départ pour la grande croisade de Saint Louis. L’ordre de Saint-Guillaume, ou « Guillemites », comptait alors un grand nombre de monastères en Flandre et en Allemagne, mais aucun en France. Celui de Louvergny fut le premier fondé en France. Il subsista  jusqu’aux années 1640.
Dans les années 1640, le prieuré de Louvergny passe aux religieuses de Sainte-Marie de Mouzon qui l'abandonnèrent quelques décennies plus tard, en 1674. Les bâtiments figurent encore sur le cadastre napoléonien avant de disparaître.

### Église
La paroisse est consacrée à Saint-Nicaise. Il ne subsiste plus rien de l'ancienne église romane du XIIe siècle qui était située au centre du cimetière. Menaçant ruine, elle a été remplacée en 1896 par l'église actuelle, de style néo-gothique, construite aux frais de M. Noiret, un riche filateur de Rethel originaire de la commune, en mémoire de son fils Hippolyte, normalien, membre de l'École française de Rome, décédé prématurément à Venise dont le portrait orne l'un des vitraux de l'église, réalisé par le peintre verrier Albert Vermonet.

### Chapelle
Au nord du village, dans un bosquet au milieu des champs, une chapelle de Saint-Roch rappelle les vertus guérisseuses prêtées à l'eau d'une source qui sourd à quelques mètres.
« Tous les 16 août, la paroisse de Louvergny célébrait saint Roch par un pèlerinage d'origine très ancienne. Avec toute la solennité des bannières et des flambeaux, une procession menait la châsse du saint dans l'espace qui sépare l'église paroissiale de la fontaine dite de Saint-Roch, au nord du village, qui était le rendez-vous ordinaire des pèlerins. En 1871, l'abbé Bouchez, alors curé de Louvergny (1869-1874), avait fait construire une chapelle à l'endroit où s'élevait une croix en ruine placée au-dessus de la fontaine. Cette chapelle, aujourd'hui mal en point, avait été élevée aux frais des habitants de Louvergny avec la participation de ceux de quelques paroisses voisines où le culte de saint Roch était également en grande vénération », raconte Florent Simonet, historien local.

### Écarts
Il existe deux corps de ferme isolés : la ferme de Courtesoupe au sud et la ferme des Courgillots au sud-est, non loin du lac de Bairon. Quant à la ferme de Beauséjour, en direction de Le Chesne, elle ne compte plus aucun occupant. Le corps de ferme ancien a été victime d'un incendie il y a quelques années.
Du château de Touly (XVIe siècle), sur la route entre Louvergny et Sauville, un incendie en 1900 n'a épargné que les dépendances et un vieux pigeonnier dont il ne reste plus que la base. Son occupant le plus célèbre fut Louis-François de Gentil, juge de paix du canton en 1793 et maire de Louvergny, dont on dit qu'il arbora le drapeau blanc de la royauté lors du passage des émigrés en 1792. Le hobereau fut sauvé par le 9-Thermidor. Le dernier occupant de ce château fut Ernest Vézy de Beaufort (Mézières (Ardennes), 1860 - Montgon, 1905), conseiller général des Ardennes, pour le canton de Tourteron, en mars 1905. Il fit bâtir, pour remplacer Touly, en 1902, le château de Longwé à Montgon, château aujourd'hui ruiné.

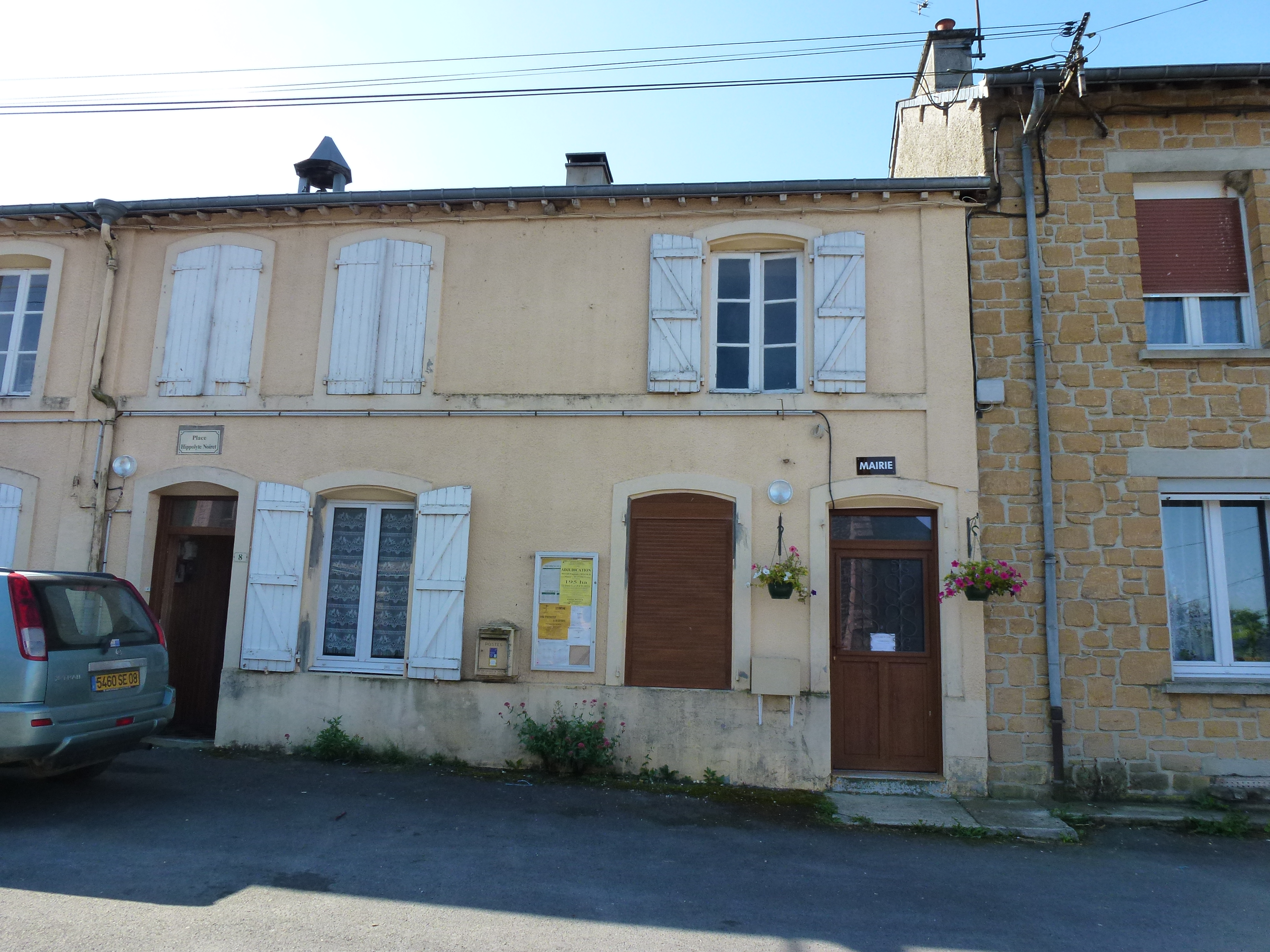
Mairie
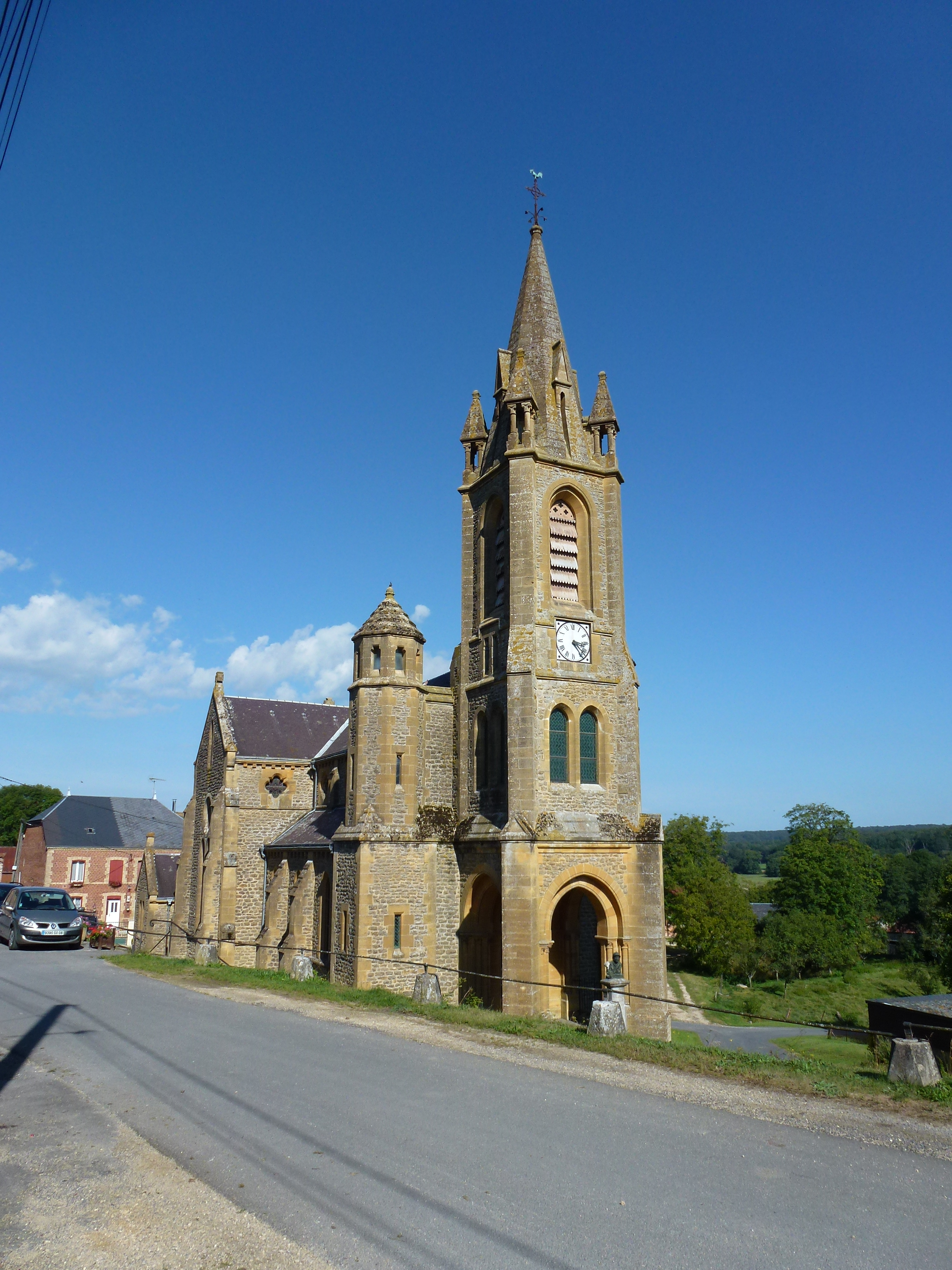
Église Saint-Nicaise
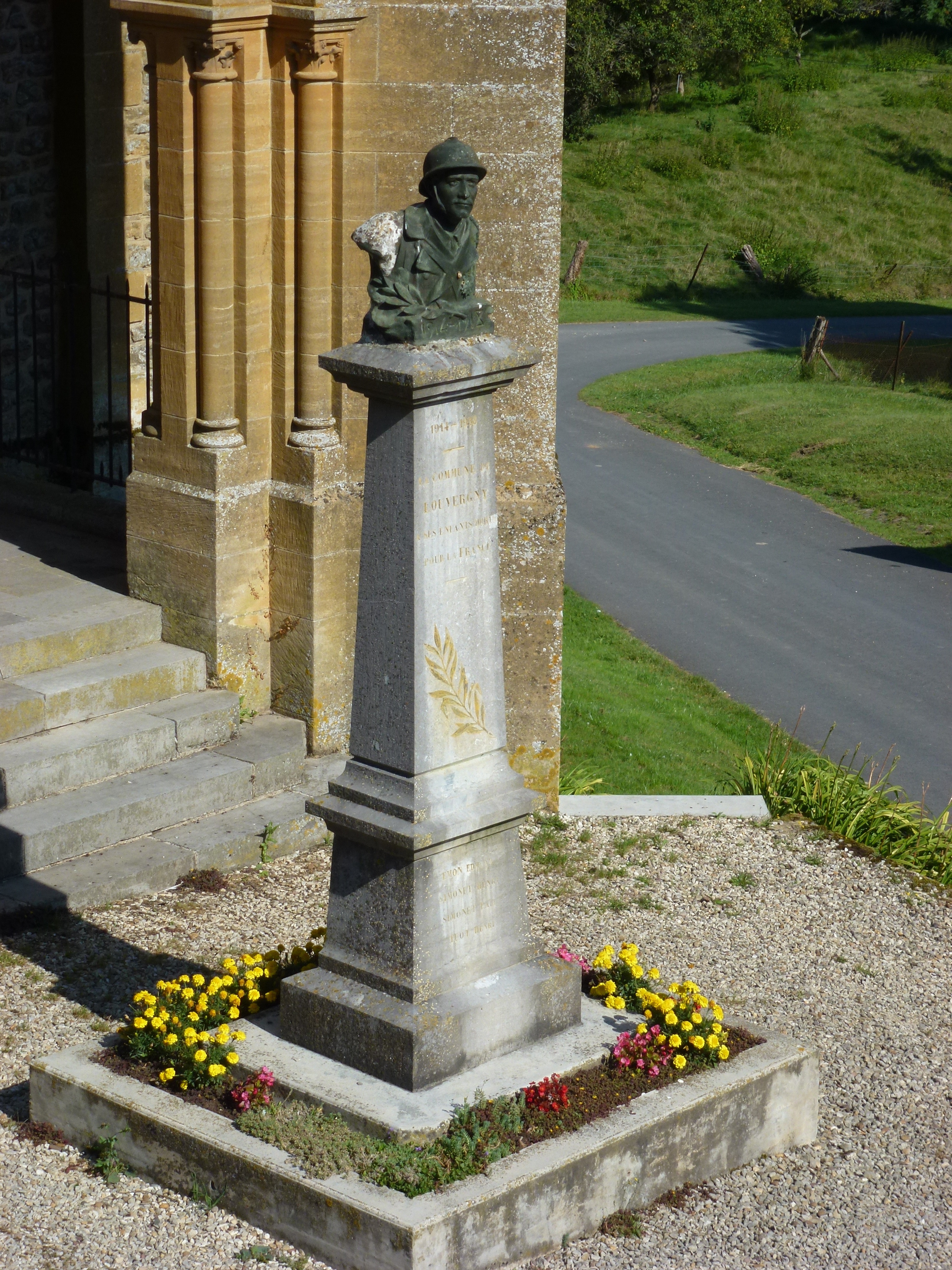
Monument aux morts
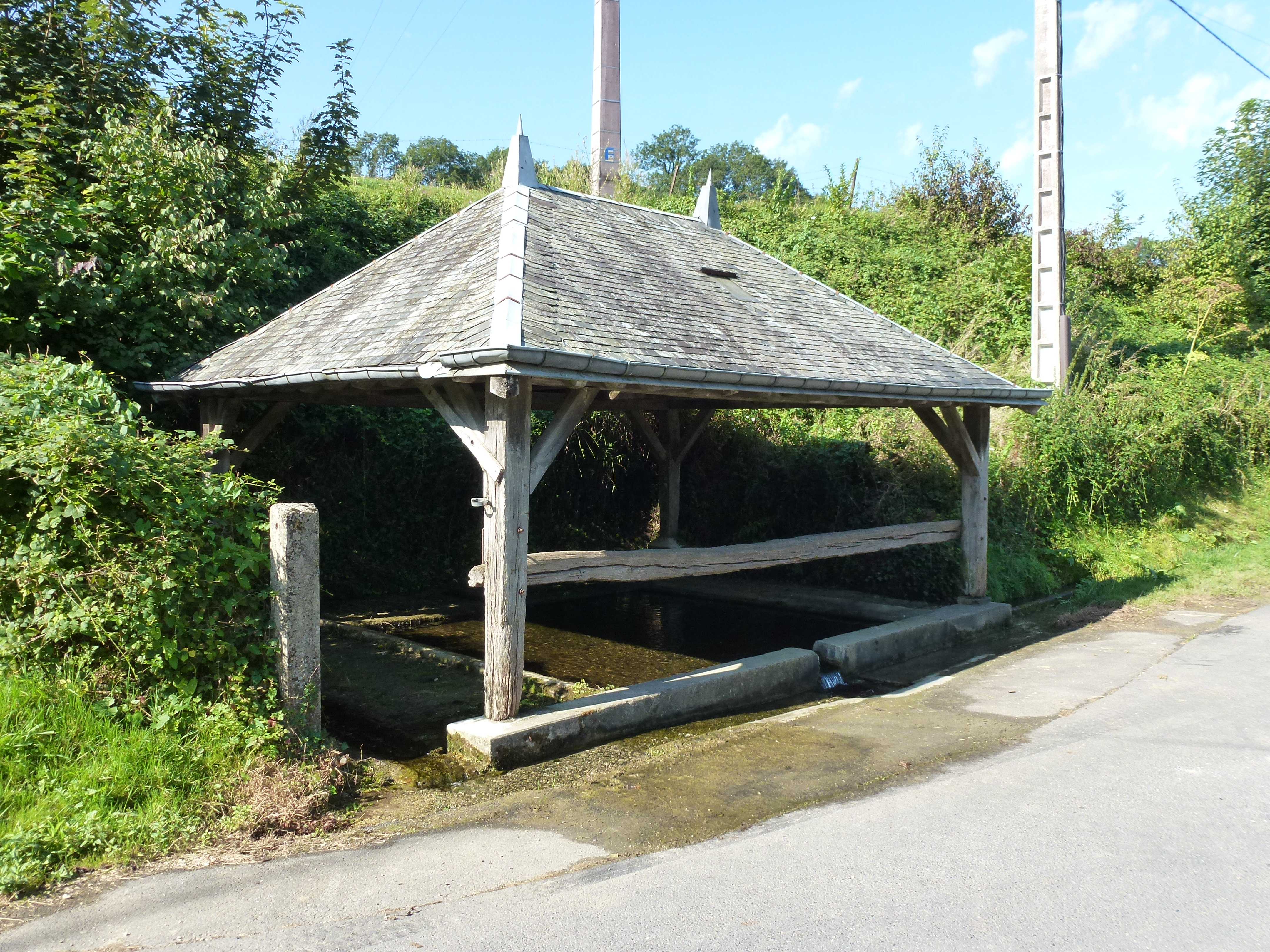
Un des lavoirs
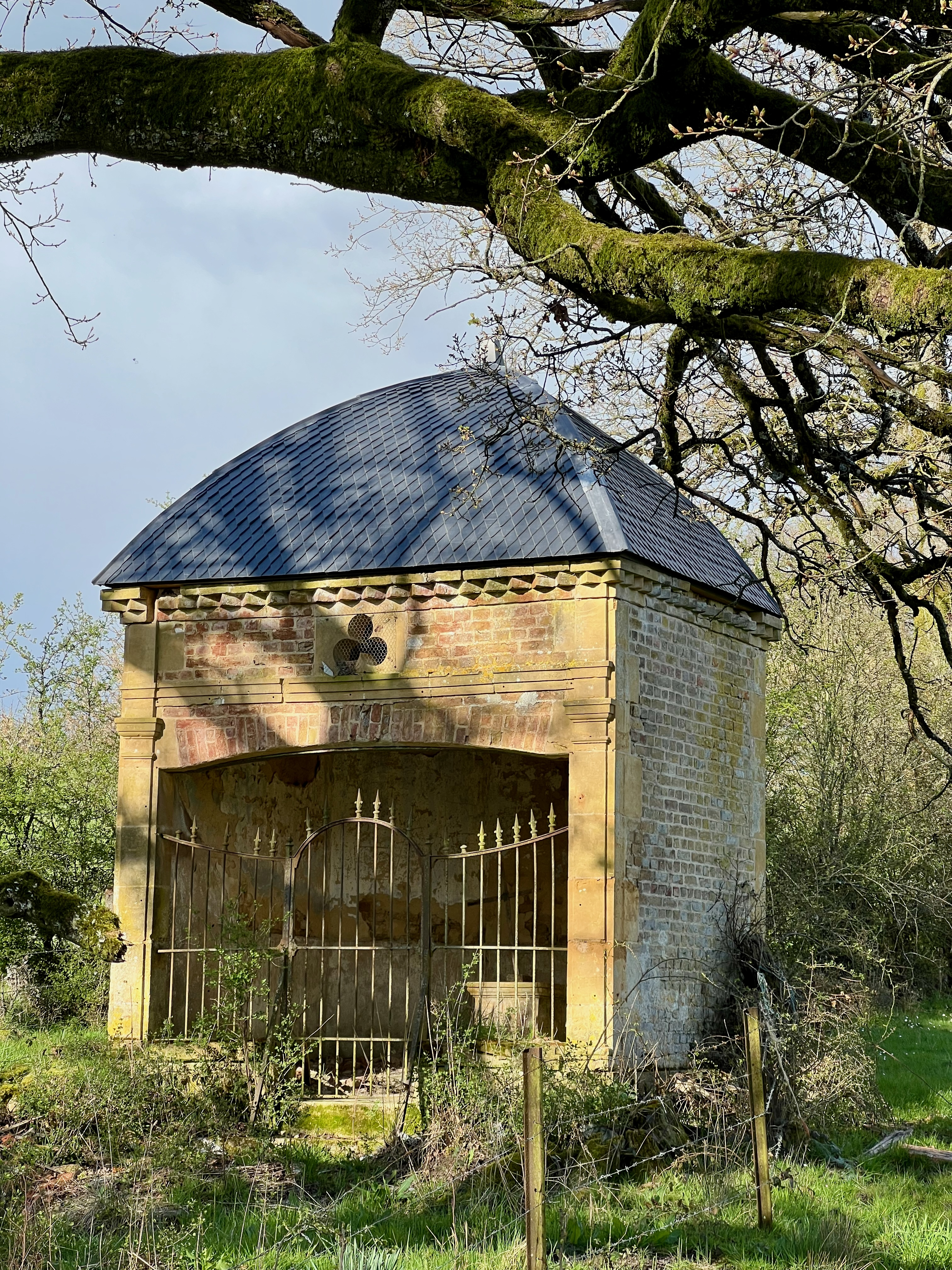
Chapelle Saint Roch

### Les Musicales de Louvergny
En 1994, à la suite d'une discussion autour de l'accès à la musique à la campagne, l'idée de réunir des artistes et des villageois a émergé et germé autour du photographe Jean-Marie Lecomte. Dès l'été 94, les premières rencontres ont accueilli des artistes de l'opéra d'Ostrava, la soprano Eva Drizgova, le baryton Ludek Golat et la pianiste Jana Hajková. Le succès était au rendez-vous de ce festival et au fil des ans il a pris de l'ampleur, passant à deux semaines et essaimant dans le reste du Vouzinois et de l'Argonne. Si la soprano Eva Drizgova est présente chaque année depuis le début, tous les ans de nouvelles recrues de la scène lyrique internationale, aussi bien des chanteurs que des musiciens, viennent prendre quelques jours de détente dans les Ardennes. La population de Louvergny étant à l'époque de 90 personnes et 1000 vaches, les Musicales, anciennement les Rencontres, ont été d'emblée placées sous le signe de la vache ; ainsi le logo des Musicales est un panneau routier de danger signalant du bétail, et l'espèce bovine sera représentée par Blanche, une charolaise.

### Héraldique
| Armes de Louvergny | Les armes de Louvergny se blasonnent ainsi : D’azur à l’agneau pascal d’argent, la tête contournée, portant dans sa patte senestre une croix à longue hampe du même à laquelle pend une banderole aussi d’argent chargée d’une croisette de gueules au chef cousu du même. |